# House price index
House price index (HPI) – amerykański wskaźnik zmian cen domów jednorodzinnych publikowany przez Federal Housing Finance Agency. Nazwa obejmuje wiele rodzajów wskaźników.

## Case-Shiller index
Case-Shiller index jest obliczany miesięcznie i pokazuje zmiany cen w transakcjach kupna domów już kolejny raz sprzedawanych (repeat sales).

## OFHEO HPI
Wskaźnik publikowany przez organizację badawczą Office of Federal Housing Enterprise Oversight. Pokazuje kwartalne zmiany cen domów jednorodzinnych. Organizacja ta publikuje także co miesiąc U.S. Monthly House Price Index, który wskazuje miesięczne zmiany cen.